# Einzahlung
Eine Einzahlung ist im Rechnungswesen ein Zufluss von Zahlungsmitteln in den Zahlungsmittelbestand. Komplementärbegriff ist die Auszahlung.

## Allgemeines
Die Begriffe Einzahlung und Auszahlung gehören zur Zahlungsmittelebene (sie betrachtet Stromgrößen). Eine Einzahlung erhöht den Zahlungsmittelbestand (Kassenbestand, Bankguthaben und Schecks), aber nicht notwendigerweise auch das Geldvermögen, zu dem auch kurzfristige Forderungen und Verbindlichkeiten gehören. Einzahlungen und Auszahlungen werden zum Cashflow verrechnet und wirken sich auf die Liquidität aus.

## Abgrenzung Einzahlung/Einnahme
| EINZAHLUNGEN (Zeitraum) (=Erhöhung des Zahlungsmittelbestandes)                                               | EINZAHLUNGEN (Zeitraum) (=Erhöhung des Zahlungsmittelbestandes) |                                                                                      |
| --- | --------------------------------------------------------------- | ------------------------------------------------------------------------------------ |
| Einzahlungen, keine Einnahmen (II: (a) Tilgung eines Kredits durch den Schuldner) (b) Aufnahme eines Kredites | Einzahlungen=Einnahmen (I: Barverkauf von Waren)                |                                                                                      |
| | Einzahlungen=Einnahmen (I: Barverkauf von Waren)                | Einnahmen, keine Einzahlungen (III: Verkauf von Fertigerzeugnissen auf Zahlungsziel) |
| | EINNAHMEN (Zeitraum) (=Erhöhungen des Geldvermögens)            |                                                                                      |

I. Einnahmenwirksame Einzahlungen
Einzahlungen und Einnahmen sind stets dann identisch, wenn sich sowohl der Zahlungsmittelbestand als auch das Geldvermögen ändern. Hier bewirkt der Geschäftsvorfall des Barverkaufs von Waren die Übereinstimmung von Einzahlungen und Einnahmen, weil sich der Kassenbestand und damit auch das Geldvermögen erhöht
Der Buchungssatz lautet: ↑ Zahlungsmittelbestand (Einzahlung) an ↑ Umsatzerlöse (einzahlungswirksame und einnahmewirksame Betriebseinnahme)
```
   Zahlungsmittelbestand  (+)
   + Forderungen          (0)
   - Verbindlichkeiten    (0)
   = Geldvermögen         (+)
```

II. Einnahmenlose Einzahlungen: Der Kundenkredit durch Vorauszahlung bewirkt eine Nichtübereinstimmung von Einzahlungen und Einnahmen. Die vorzeitige Zahlung durch den Kunden vor Lieferung führt zur Einzahlung durch Erhöhung des Zahlungsmittelbestands und zur Erhöhung der Verbindlichkeiten aus erhaltenen Anzahlungen auf Bestellungen. Die Einnahme erfolgt erst durch die spätere umsatzwirksame Lieferung bei Ausbuchung der Verbindlichkeit:
```
   Zahlungsmittelbestand  (+)
   + Forderungen          (0)
   - Verbindlichkeiten    (+)
   = Geldvermögen         (0)
```

Einnahmenlose Einzahlungen liegen vor, wenn der Zahlungsmittelbestand erhöht wird und mit einer Verringerung der Forderungen oder Erhöhung der Verbindlichkeiten verbunden ist.
1. Dies ist der Fall, wenn sich entweder der Zahlungsmittelbestand erhöht, ohne das sich das Geldvermögen ändert. Das ist buchungstechnisch nur möglich, wenn die Forderung sich in gleicher Höhe verringert oder die Verbindlichkeit sich mit demselben Betrage erhöht. Hierzu gehört die Tilgung eines Kredits durch den Schuldner (- Geldsummenbetrag x der Forderung), wodurch der Gläubiger Zahlungsmittel erhält (+ Geldsummenbetrag x der Schuld) und seine Kreditforderung ausbuchen kann, so dass sich der Zahlungsmittelbestand gerade kompensiert (- Geldsummenbetrag Liquide Mittel x + Geldsummenbetrag Schuld x = Änderung des Geldvermögens = 0).                                                    Der Buchungssatz lautet: ↑ Zahlungsmittelbestand (Einzahlung) an ↓ sonstige Ausleihungen/sonstige Vermögensgegenstände (einnahmelose Einzahlung ins Geldvermögen)
2. Der zweite Fall liegt bei der Aufnahme eines Kredites vor, bei dem im Umfang des Kredites liquide Mittel zufließen und gleichzeitig eine Verbindlichkeit in derselben Höhe entsteht, so dass die Zahlungsmittelbestandserhöhung in Höhe von x Geldeinheiten abzüglich der Erhöhung der Verbindlichkeiten in Höhe von x Geldeinheiten eine Veränderung des Geldvermögens in Höhe von Null ergibt.                                                                                                                     Der Buchungssatz lautet: ↑ Zahlungsmittelbestand (einnahmenlose Einzahlung) an ↑ Verbindlichkeiten (einnahmelose Einzahlung ins Geldvermögen)

III. Einzahlungslose Einnahmen entstehen bei Geschäftsvorfällen, die den Zahlungsmittelbestand nicht berühren (etwa der Verkauf von Fertigerzeugnissen auf Zahlungsziel). Dabei nimmt der Forderungsbestand ohne eine Veränderung der Zahlungsmittel auf der Sollseite in Höhe von x Geldeinheiten zu, während die Einnahmen aus Umsatzerlösen in derselben Höhe von x Geldeinheiten die Habenseite erhöhen.
Der Buchungssatz lautet: ↑ Forderungen aus Lieferungen und Leistungen (einzahlungslose einnahmewirksame Bestandserhöhung des Geldvermögens) an ↑ Umsatzerlöse (einzahlungslose einnahmewirksame Betriebseinnahme)

## Abgrenzung Einzahlung/Ertrag
Einzahlung und Ertrag sind identisch, wenn dem Zahlungsmittelzufluss ein Ertragsposten in der Gewinn- und Verlustrechnung gegenübersteht. Werden beispielsweise Kraftfahrzeuge des Fuhrparks durch Barzahlung veräußert, stimmen Einzahlung und Ertrag überein. Einzahlungen und Erträge sind nicht identisch, wenn etwa eine Zuschreibung auf das Anlagevermögen vorgenommen wird; ihr steht keine Einzahlung gegenüber.